# Monesple

Monesple este o comună în departamentul Ariège din sudul Franței. În 1 ianuarie 2022 avea o populație de 26 de locuitori.